# Impacto cultural da Mulher Maravilha
Mulher-Maravilha é uma personagem criada inicialmente para histórias em quadrinhos em 1941, meio no qual ela ainda é encontrada com mais destaque até hoje. Como um ícone de seu status, ela fez aparições em outras formas de mídia e foi referenciada e meta-referenciada além do escopo do entretenimento tradicional de super-heróis. Por vários anos na década de 1950, os únicos três super-heróis a terem sua própria história em quadrinhos foram Superman, Batman e Mulher-Maravilha.
O impacto cultural da personagem, outrora ridicularizada por psicólogos e defensores dos quadrinhos como uma lésbica anti-homem, aumentou constantemente ao longo dos anos, tendo servido como um exemplo icônico do movimento feminista e um símbolo contínuo do empoderamento feminino. Informações sobre sua origem, inclusive, renderam peças culturais e acadêmicas que discutem o conceito da obra.
Como tal, ela aparece em vários meios de comunicação, desde capas de caixas de cereais e revistas populares até referências diretas e indiretas em filmes, animações e programas de televisão. Como ícone cultural, ela é alvo de várias homenagens e paródias em diversos meios de comunicação. Também é comum encontrar objetos de decoração e vestuário com seus símbolos que são usados pelo público de gênero feminino.

## Na mídia
Os pontos de vista e as características da Mulher Maravilha refletem os de seu criador, William Moulton Marston. O filme "Professor Marston e as Mulheres-Maravilhas" (2017) retratou a história deste psicólogo que inventou a personagem e seu relacionamento poliamoroso com duas mulheres de personalidade forte. Marston era um defensor dos ideais feministas e do empoderamento feminino:
| “ | [Ela] incentiva as mulheres a se defenderem, a aprenderem a lutar e a serem fortes, para que não tenham medo ou dependam dos homens. | ” |

### Na arte
A Mulher Maravilha é o tema de uma obra de videoarte de 1978-1979 de Dara Birnbaum, Technology/Transformation: Wonder Woman . Neste trabalho ela usa imagens apropriadas da Mulher Maravilha para subverter a ideologia e o significado embutido na série de televisão.  O autor TJ Demos escreve: "[a] abertura com uma salva prolongada de explosões de fogo acompanhadas pelo grito de alerta de uma sirene, Tecnologia/Transformação: Mulher-Maravilha é sobrecarregada, cheia de ação e visualmente fascinante... ao longo de seus quase seis minutos vemos várias cenas com a personagem principal Diana Prince... nas quais ela se transforma na famosa super-heroína." . A exposição atualmente reside no Museu de Arte Moderna de Nova York.

### No teatro
A origem da Mulher Maravilha, a invenção do detector de mentiras e o casamento não convencional da tríade entre o Dr. Marston, Elizabeth Holloway Marston e Olive Byrne estão entrelaçados em uma produção de 2014, Lasso of Truth . O último ato envolve dois personagens atuais discutindo o que a Mulher Maravilha significa para eles individualmente, refletindo sobre sua influência na sociedade em geral.

### Em boates
No ato da boate de Christine Jorgensen, ela cantava várias canções, incluindo "I Enjoy Being a Girl", e no final mudava rapidamente para uma fantasia de Mulher Maravilha. Christine foi uma mulher trans norte-americana e a primeira pessoa a ser abertamente conhecida nos Estados Unidos por ter passado pela cirurgia de redesignação sexual. Mais tarde, ela lembrou que a Warner Communications, proprietária dos direitos autorais do personagem Mulher Maravilha, exigiu que ela parasse de usar o personagem; ela o fez e, em vez disso, usou um novo personagem de sua própria invenção, a Supermulher, que foi marcada pela inclusão de uma grande letra S em sua capa.

### Em filmes
Imagens e referências à Mulher Maravilha abundam no cinema. A aparente primeira aparição do personagem foi no filme Midnight Cowboy, de 1969, no qual uma garotinha cobre o rosto com uma cópia da Mulher Maravilha #178 da DC Comics . Aparições posteriores têm personagens femininos (e masculinos) de todas as idades aparecendo no traje da Mulher Maravilha ou representações em camisetas do referido traje. A Mulher Maravilha entrou no léxico cultural, pois os personagens eram comparados à Mulher Maravilha devido a suas proezas atléticas, beleza e/ou altura.
Cobie Smulders dublou a personagem da Mulher Maravilha em The Lego Movie de 2014 . A Mulher Maravilha reapareceu brevemente como um personagem sem fala na sequência de The Lego Batman Movie (2017).
O primeiro filme teatral de ação ao vivo com a Mulher Maravilha foi Batman v Superman: Dawn of Justice de 2016 . O segundo foi a Mulher Maravilha de 2017 no qual Gal Gadot faz a personagem-título.  O filme da diretora Patty Jenkins foi a maior estreia de um filme dirigido por uma mulher. Continuou batendo recordes e se tornou a maior bilheteria da história para um filme dirigido por uma mulher, arrecadando US$ 821 milhões mundialmente.
Professor Marston and the Wonder Women é um filme de 2017 sobre o psicólogo americano William Moulton Marston, que criou a Mulher Maravilha. O filme, dirigido e escrito por Angela Robinson, é estrelado por Luke Evans como Marston, Rebecca Hall como sua esposa legal Elizabeth e Bella Heathcote como Olive Byrne, sua amante e o terceiro membro de sua tríade poliamorosa fechada. No entanto, em uma entrevista com Mark Walters, a neta de William Moulton Marston, Christie Marston, afirmou que o filme é historicamente impreciso. Ela disse que os criadores do filme não entraram em contato com sua família e que “a representação da família e as origens da Mulher Maravilha são inventadas”. Ela também postou uma declaração no Twitter dizendo que "o filme não é uma história verdadeira. É baseado na imaginação de alguém que não tem nenhuma relação com a minha família." Em outra entrevista com Rob Salkowitz para a Forbes, Marston argumenta contra dois aspectos do filme. A primeira está na representação de Elizabeth e Olive: “A relação entre Gram [Elizabeth Marston] e Dots [Olive Byrne] está errada; elas eram como irmãs, não amantes. A segunda parte gira em torno da representação da origem da Mulher Maravilha, que tem “William Moulton Marston apresentando uma ideia para uma heroína feminina, e Elizabeth negando a ideia, declarando que ninguém jamais a publicaria”. Christie Marston afirma, em vez disso, que quando seu avô foi convidado por seu editor para criar um personagem cômico, ele “foi para casa e discutiu o assunto com minha avó. Ela disse para ir em frente e fazer, mas que tinha que ser uma mulher.” 
Marston elabora ainda mais sobre Elizabeth e Olive, afirmando que ela passava muito tempo com sua avó de mente aberta, que nunca deu a ela indicação de um relacionamento com Olive. Ela também afirma que Elizabeth e Olive continuaram a dividir as responsabilidades de criar os quatro filhos da casa após a morte de Marston porque era economicamente viável para ambas as mulheres. Christie Marston repetiu e elaborou essas declarações em um artigo para o The Hollywood Reporter .
Mulher Maravilha 1984 foi lançado em 2020 como sequência do primeiro filme da personagem na DC. O projeto contou novamente com Patty Jenkins e Gal Gadot. No entanto, a pandemia mundial de COVID-19 forçou o adiamento de seu lançamento por três vezes. A estratégia de lançamento do filme, que saiu simultaneamente em cinema e streaming, e o roteiro considerado fracos fez com que o filme tivesse baixa arrecadação e notas ruins em sites de crítica de públicos e especialistas. Com o anúncio de reestruturação da DC Comics dos seus personagens no cinema, não se espera que a história tenha continuação e sim que haja um reboot da personagem.

### Na literatura e nos quadrinhos

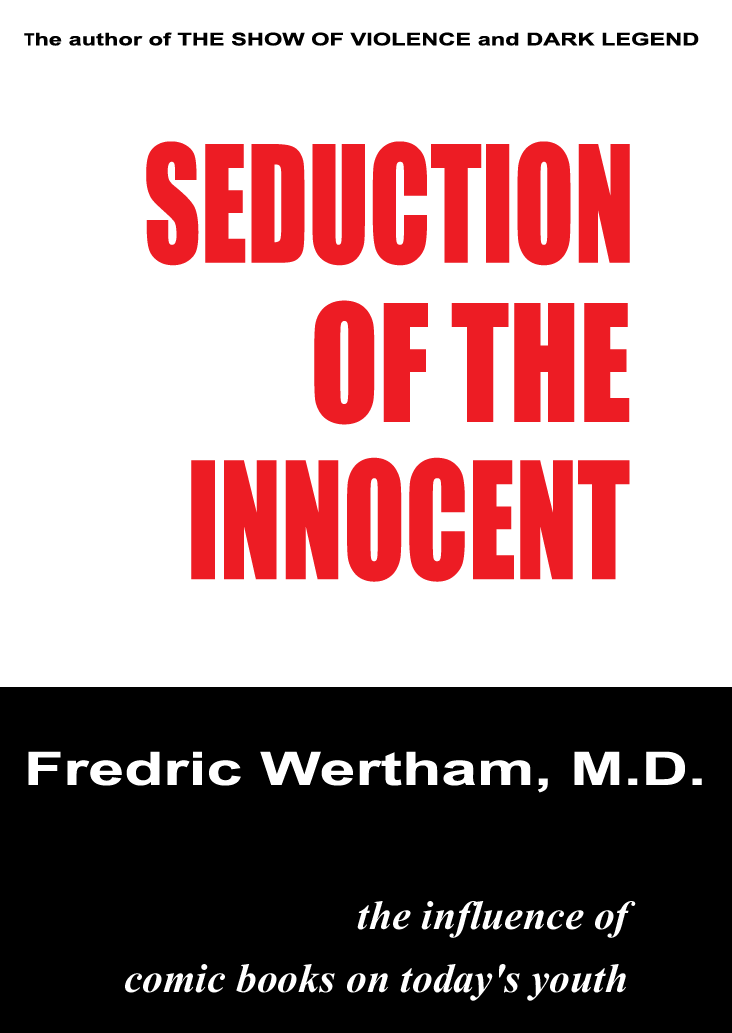
Capa do livro Seduction of the Innocent de Fredric Wertham.

Em seu livro, Seduction of the Innocent, o psiquiatra e defensor dos quadrinhos Fredric Wertham escreveu que a Mulher Maravilha tinha um subtexto de escravidão em sua personagem. O autor fez sua carreira atuando contra os efeitos supostamente nocivos de imagens violentas na mídia e nos quadrinhos teriam sobre a mente das crianças. Além disso, Wertham também afirmou que a força e a independência da Mulher Maravilha a tornaram lésbica, chamando a "conotação homossexual do tipo de história da Mulher Maravilha é psicologicamente inconfundível", e considerou a Mulher Maravilha como a "contraparte lésbica do Batman "  "Para os meninos", escreve Wertham, "a Mulher-Maravilha é uma imagem assustadora. Para as meninas, ela é um ideal mórbido. Onde Batman é antifeminino, a atraente Mulher Maravilha e suas contrapartes são definitivamente antimasculinas”.
Este sentimento de crítica conta uma personagem empoderada que tinha várias histórias independentes de personagens masculinos seria posteriormente repetido por outros críticos na época. O autor de contos e historiador cultural Jim Harmon descreve em seu livro de 1970, All in Color For a Dime, como a Mulher Maravilha "trocaria abraços e beijos de alegria com as prontamente disponíveis Holliday Girls". Harmon acrescenta: "Foi uma cena muito doentia." Esta lembrança de Harmon é contestada pela artista e escritora de quadrinhos Trina Robbins . Ela observa que "embora a Mulher Maravilha seja realmente vista abraçando suas amigas e sua mãe nas páginas desses quadrinhos (as mulheres se abraçam!), ela não as beija. Ela nunca foi retratada beijando seu "namorado", Steve Trevor!"
Robert Kanigher, que assumiu a escrita dos quadrinhos em 1948 após a morte do criador William Moulton Marston, bem como mais tarde criou outras super-heroínas como Black Canary, Lady Cop, Rose and Thorn e Arlequina, confidenciou a Robbins em uma entrevista por telefone que, para ela, as amazonas em sua casa, Paradise Island (onde nenhum homem é permitido) eram todas lésbicas.

### Em revistas

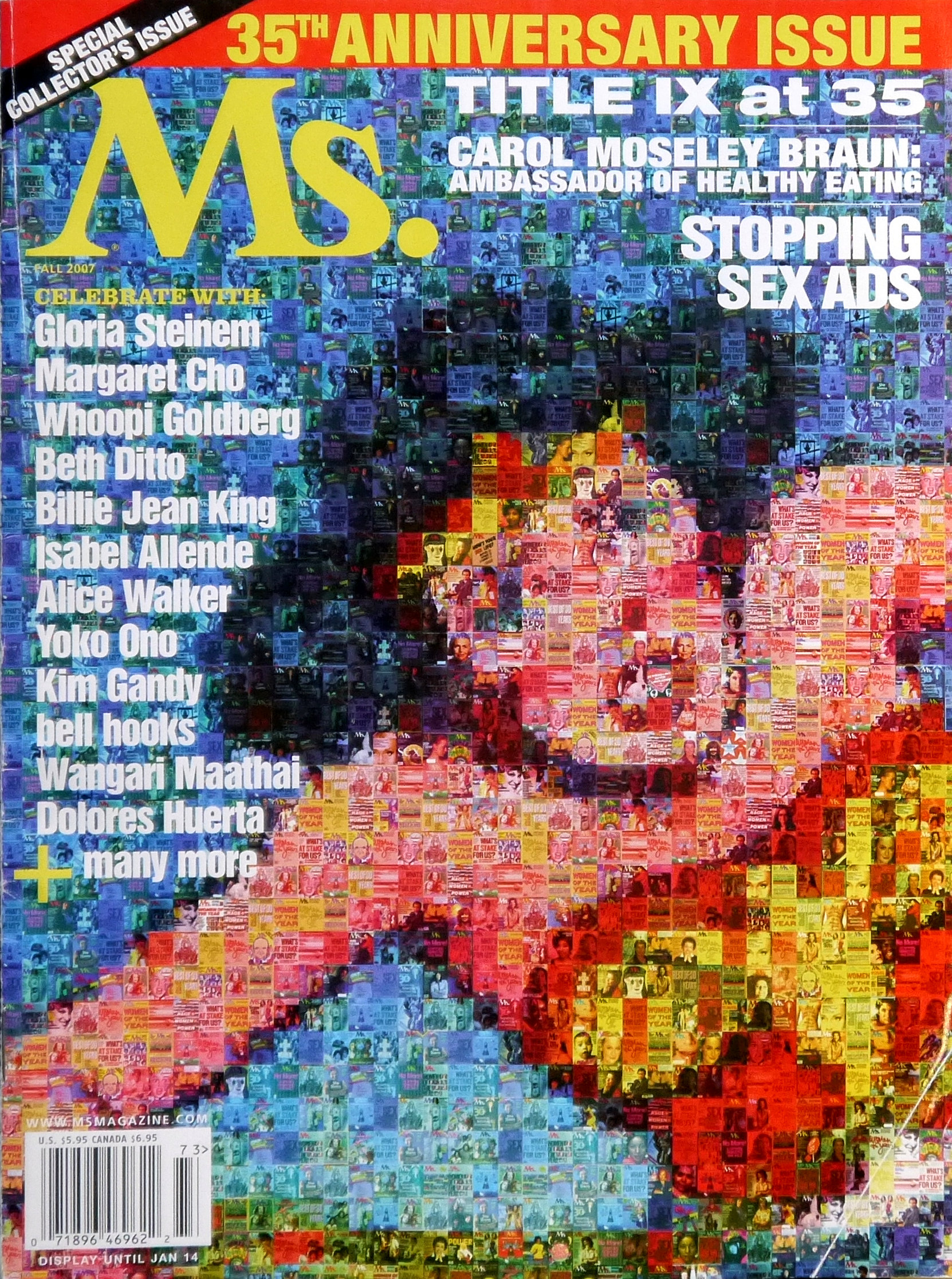
As capas das revistas formam uma colagem da Mulher Maravilha na capa da edição do 35º aniversário da revista Ms. em 2007

Gloria Steinem escolheu uma imagem da Mulher Maravilha para a primeira capa da revista Ms. em julho de 1972 e novamente para a capa da edição de julho-agosto de 1997. No último exemplo, a edição retrospectiva mostra uma versão ilustrada da versão modernizada da Mulher Maravilha lendo uma cópia da revista Ms. original, sua capa mostrando a representação da Idade de Ouro do personagem. Além disso, as capas das revistas formaram uma colagem da Mulher Maravilha na capa da edição do 35º aniversário da revista Ms. em 2007.

### Na televisão
A natureza icônica da Mulher Maravilha encontrou seu caminho em programas de televisão como The Big Bang Theory, Charmed, Frasier, Friends, 30 Rock, The Simpsons, Family Guy e Robot Chicken . No episódio piloto de Duncanville, ela aparece no sonho de Duncan.
Antes da mais conhecida série Lynda Carter Wonder Woman, Cathy Lee Crosby estrelou um filme feito para a TV em 1974, interpretando a personagem como uma loira em um traje estrelado de vermelho e azul, que apresentava uma saia e meia-calça. do que o traje cômico. Ela usa seus poderes para frustrar um anel de espionagem internacional liderado por Ricardo Montalban .
Carter apareceu em um especial de Olivia Newton-John de 1976 como Mulher Maravilha, no qual ela desvia uma bala destinada a Olivia. Em 1980, ela apareceu em um episódio do The Muppet Show, cantando The Rubberband Man e Orange Colored Sky . Durante uma esquete, Miss Piggy se torna "Wonder Pig" para resgatar sua família de uma galinha gigante. Carter continua a ser identificado com o personagem trinta anos após as representações.
A apresentadora do Wendy Williams Show, Wendy Williams, costuma beber de várias canecas de café da Mulher Maravilha (com as mesmas iniciais de 'WW'). Em 2010, quando a DC Comics renovou o personagem com um novo traje, Wendy teve um segmento de 10 minutos discutindo a mudança e explicando por que ela não se importava com isso.
No Backlash, Nikki Bella se vestiu de Mulher Maravilha.

## No ativismo

### Na cultura feminina e no feminismo
A ativista feminista Gloria Steinem, que cresceu lendo os quadrinhos da Mulher Maravilha, foi uma peça-chave na restauração dos poderes e trajes tradicionais da Mulher Maravilha, que foram restaurados na edição nº 204 (janeiro-fevereiro de 1973). Steinem, ofendido com o fato de a super-heroína mais famosa ter sido destituída de poderes, colocou a Mulher Maravilha (fantasiada) na capa da primeira edição da revista feminista americana Ms. (1972) – Warner Communications, proprietária da DC Comics, era um investidor - que também continha um ensaio apreciativo sobre o personagem.
A Mulher Maravilha também apareceu na capa da edição de julho-agosto de 1997 da revista Ms. No último exemplo, a edição retrospectiva mostra uma versão ilustrada da versão modernizada da Mulher Maravilha lendo uma cópia da revista original Ms. Representação da Era de Ouro do personagem. Além disso, as capas das revistas formaram uma colagem da Mulher Maravilha na capa da edição do 35º aniversário da revista Ms. em 2007.
Steinem escreveu certa vez:

"A família de amazonas da Mulher Maravilha na Ilha Paraíso, seu bando de universitárias na América e seus esforços para salvar mulheres individuais são exemplos bem-vindos de mulheres trabalhando juntas e se preocupando com o bem-estar umas das outras. A ideia de tal cooperação pode não parecer particularmente revolucionária para o leitor masculino. Os homens são rotineiramente retratados como trabalhando bem juntos, mas as mulheres sabem como a ideia de irmandade é rara e, portanto, estimulante. A mãe da Mulher-Maravilha, a Rainha Hipólita, oferece mais um exemplo bem-vindo para as meninas em busca de uma identidade forte A Rainha Hipólita funda nações, declara guerra para proteger a Ilha Paraíso e envia sua filha para lutar contra as forças do mal no mundo... A Mulher Maravilha simboliza muitos dos valores da cultura feminina que as feministas agora estão tentando introduzir na sociedade. mainstream: força e autoconfiança para as mulheres; irmandade e apoio mútuo entre as mulheres; paz e estima pela vida humana; uma diminuição tanto do "masculino" quanto agressividade e da crença de que a violência é a única forma de resolver os conflitos."
Em 21 de outubro de 2016, as Nações Unidas nomearam a Mulher Maravilha como Embaixadora Honorária da ONU para o Empoderamento de Mulheres e Meninas em uma cerimônia com a presença do Secretário-Geral da ONU, Ban Ki-moon, Lynda Carter e Gal Gadot .
Em 26 de outubro de 2017, Hillary Clinton recebeu o primeiro prêmio Women's Media Center Wonder Woman .

### Em campanhas de conscientização de saúde
A imagem da Mulher Maravilha - junto com a do Super-Homem - foi usada em uma campanha de conscientização sobre a AIDS pela organização francesa AIDES . Cartazes retratando a Mulher Maravilha definhando em uma cama de hospital e presa a um soro intravenoso foram exibidos em outdoors e nos metrôs franceses, demonstrando que ninguém está fora do alcance da doença. Preocupada que as imagens pudessem ter um impacto adverso na percepção pública dos dois super-heróis, a DC Comics exigiu que a AIDES retirasse a campanha.

## Em pesquisas acadêmicas

### Bolsa de estudos
- A socióloga Susan Hopkins em seu texto Girl Heroes, justapõe a imagem de Lynda Carter como Mulher-Maravilha com as heroínas de ação Girl Power do final dos anos 1990.
- O acadêmico Angelo Iannella (Coordenador e Docente do Curso) iniciou um trabalho de pesquisa intitulado "Da Mulher-Maravilha a Xena: Reenquadrando a Mitologia Grega", que revela o desenvolvimento e a importância da super-heroína na ficção especulativa. O artigo foi publicado pela primeira vez no The Advertiser no sul da Austrália em 7 de dezembro de 2001. O trabalho de pesquisa atraiu entrevistas no rádio, bem como conferências interestaduais em universidades na Austrália. Este evento foi cronometrado com o 60º aniversário da Mulher Maravilha, que apareceu pela primeira vez em 1941.